# Monkayo
Monkayo è una municipalità di prima classe delle Filippine, situata nella Provincia di Davao de Oro, nella Regione del Davao.
Monkayo è formata da 21 baranggay:
- Awao
- Babag
- Banlag
- Baylo
- Casoon
- Haguimitan
- Inambatan
- Macopa
- Mamunga
- Mount Diwata
- Naboc
- Olaycon
- Pasian (Santa Filomena)
- Poblacion
- Rizal
- Salvacion
- San Isidro
- San Jose
- Tubo-tubo (New Del Monte)
- Union
- Upper Ulip